# Ördöglakodalma-hágó
Az Ördöglakodalma-hágó (szlovákul Čertovica) az Alacsony-Tátra legforgalmasabb hágója a Besztercebányai kerület és a Zsolnai kerület határán. Tengerszint feletti magassága 1238 méter.
A hágó a délebbi Felső-Garam-medencét, a Garam völgyét az északabbi Liptó–Szepesi-medencével, a Vág völgyével összekötő 72-es főút legmagasabb része. Az Alacsony-Tátrát két részre osztja: tőle nyugatra a Gyömbér-Tátra, keletre a Király-hegyi-Tátra fekszik. A déli Breznóbánya, illetve Zólyombrézó és az északon fekvő Királylehota között biztosít átjárást.

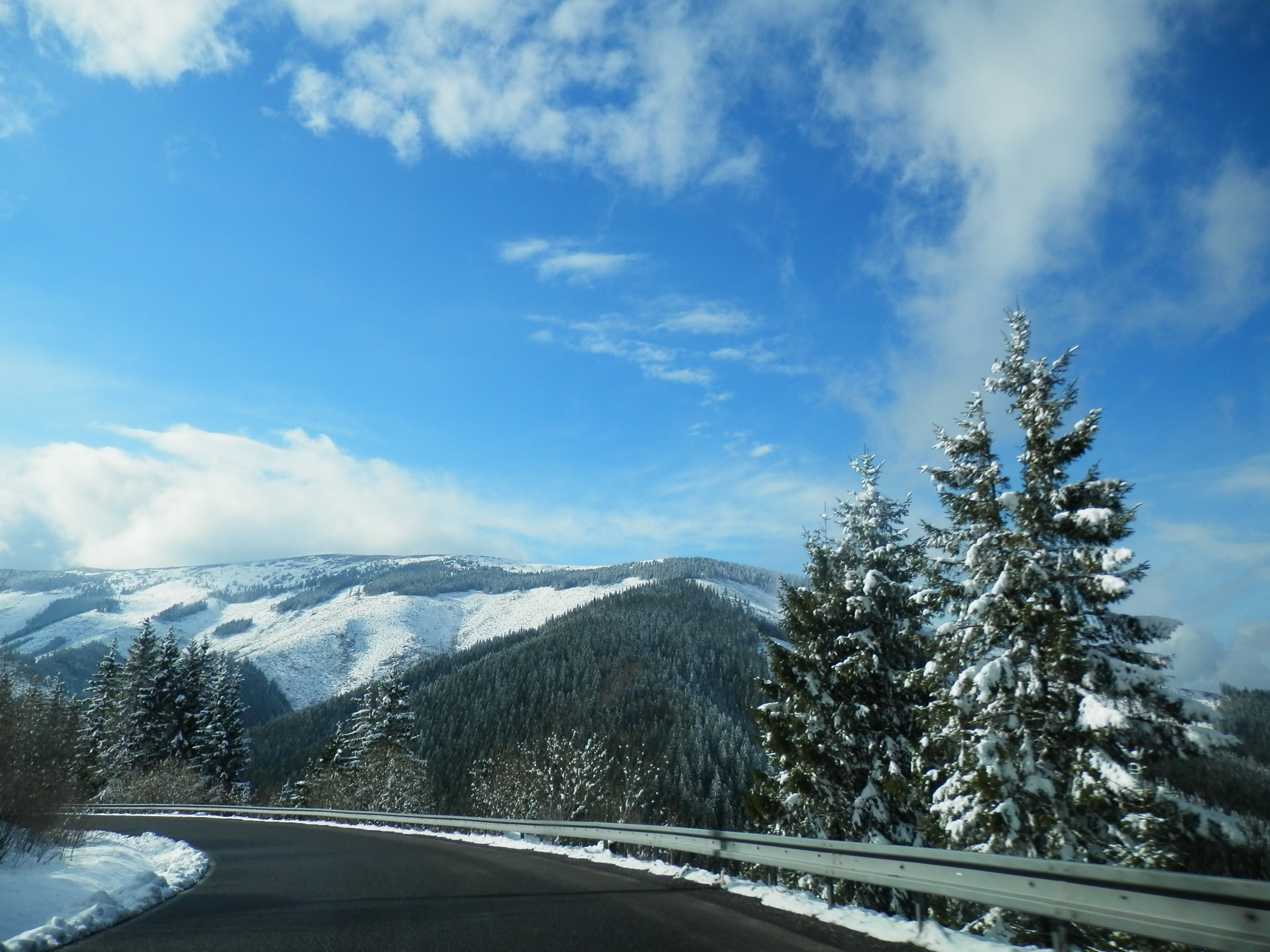
A 72-es főút télen

A hágó parkolója több gyalogos túraútvonal kiindulópontja. Többek között a Gyömbér és a Chopok is elérhető innen gyalogtúrával.
A környéken több síközpont is van, illetve sífutó-útvonalak is indulnak.

## Nevének eredete
Egy magyarázat szerint az ércekben gazdag hegység sok villámot vonz magához, ami lakodalmi tűzijátékra emlékeztette az embereket. A lovak pedig úgy futottak az ijedtségtől a szekerükkel, mint akit az ördög kerget. (A közlő azonban nem jelöl meg forrásokat, így nem állapítható meg a leírás hitelessége.)